# Vavasseur
Pour les articles homonymes, voir Vavasseur (homonymie).
Le vavasseur ou vavassal, du latin médiéval vassus vassorum (vassal des vassaux), était le vassal d'un seigneur lui-même vassal.

## Description
C'est un titre des débuts de la féodalité qui disparut par la suite. Le titre existait déjà à l'époque carolingienne. L'Adarga Catalana, traité d'héraldique catalane, parle d'un certain Arnald d'Oms, fait vavasseur du village de Montescot dans les Pyrénées-Orientales : « [...] Don Arnoldo de Oms, primer Vervesor de Montescot, cuya Plaza, y Castillo, le encargò Carlo-Magno Emperador, sacasse del poder de los Sarracenos, en tiempo de la conquista de este Principado ». Au XIIe siècle, ils faisaient partie de la classe la plus inférieure de la noblesse, avec les chevaliers.
Le Livre de Jostice et de Pletz énumère ainsi les « hommes francs » (libres) : « Duc est la première dignité, et puis comtes, et puis vicomtes, et puis barons, et puis chastelains, et puis vavassor, et puis citaen [bourgeois, citadin d'une ville s'administrant elle-même], et puis vilain [paysan libre, non serf]».
Sur son fief, nommé vavassorie, le vavasseur avait droit de basse mais non de haute justice, car celle-ci relevait de son suzerain. La vavassorie est transmissible par foi et hommage, comme tout autre fief, mais elle n'est pas divisible entre plusieurs enfants. Ceux-ci y exercent alors conjointement les droits et devoirs féodaux. Un tel système entraîne évidemment un appauvrissement de cette classe nobiliaire et amène les enfants de vavasseurs à tenter l'aventure, ce qui est le cas par exemple de Robert Guiscard.
Dans certaines régions (notamment en Normandie), ce terme désigne aussi quelquefois le titulaire d'un fief plus petit que celui d'un chevalier : la vavassorie.
On parle aussi quelquefois de « grands vavasseurs », pour désigner ceux qui dépendent d'un seigneur directement vassal du roi, et de « petits vavasseurs », pour ceux qui dépendent d'un seigneur vassal d'un autre.
En même temps que la féodalité, les Normands ont introduit en Angleterre le nom de vavasseur, sous la forme de vavassor ou encore vavasour, à partir de la conquête de Guillaume le Conquérant en 1066 : par exemple, la famille Vavasour (en), baronet d'Hazlewood.
Introduit sous les Carolingiens, le système d'arrière-vassalité existe dans tous les pays autrefois membres de l'Empire Carolingien. Ainsi, en Italie, il existe des Valvassori, notamment dans le nord de l'Italie, en Espagne des Valvasallos et en Allemagne des Lehmann.
Avec la fin de la féodalité, disparaît la fonction de vavasseur, et le mot devient soit le patronyme de familles aristocratiques sous les formes « Le Vavasseur », « Levavasseur », « Vavasseur », « vassor », « vavassor », soit est accolé au nom de la terre (par exemple Charles-Auguste Levassor de La Touche-Tréville, Le Vavasseur d'Hérouville ou comme l'historien et prêtre Louis Le Vavasseur de Masseville), soit disparaît en cédant la place au nom de la vavassorie ou d'un fief plus important (les Le Vavasseur, seigneurs d'Esquilly par exemple).
En Angleterre, la forme vavasour est également devenue un patronyme avec la famille précitée Vavasour, baronet d'Hazlewood, mais aussi les personnages d'Agatha Christie, "Mr Vavasour" dans la nouvelle Vol d'un million de dollars de bons,, "Johnnie Vavasour " dans Le Flux et le Reflux et "Roley Vavasour" dans La Voix dans les ténèbres

## L'omniprésence du vavasseur en littérature médiévale
Membres de la petite noblesse, les vavasseurs font partie du paysage quotidien de la société paysanne médiévale. Ils apparaissent très souvent dans la littérature médiévale. Par exemple, au chapitre 9 du roman de Renart, lorsqu'Ysengrin est pris dans la glace, sa queue est coupée par un vavasseur parti à la chasse avec toute sa maisonnée.
« La nuit passe, l’aube parait, le soleil se lève. La neige avait blanchi la terre, et messire Constant des Granges, un honnête vavasseur dont la maison touchait à l’étang, se lève et sa joyeuse mégnie. Il prend un cor, appelle ses chiens, fait seller un cheval ; des clameurs partent de tous les côtés, tout se dispose pour la chasse,. »
Les vavasseurs sont aussi très présents dans la légende arthurienne :
1. L'enchanteur Merlin confie le jeune Arthur à un vavasseur, Antor, le père de Keu[7].
2. Dans Guiron le Courtois, les personnages croisent sans cesse des vavasseurs accompagnés de leurs hommes d'armes, qui leur rendent service, les font soigner ou offrent l'hospitalité[8].

Dans la chanson d'Aspremont, le vavasseur Richer est mis en scène et le texte met en valeur la promotion de vavasseurs suggérant que ce sont parmi les modestes que se recrutent les plus aptes (discours du duc Girard.)
Dans la chanson de geste Gaydon,, Thierry d'Anjou (surnommé «Gaydon» après qu'un geai s'est posé sur son casque) qui succède à Roland auprès de Charlemagne, trouve dans le vavasseur Gautier qui s'illustre par de nombreux exploits (vers 1791-2468), un fidèle allié contre les proches du traître Ganelon.
Les romans de Chrétien de Troyes dans la littérature médiévale, mettent souvent en scène les vavasseurs qui sont toujours présentés comme très aimables :
1. Un vavasseur restaure Galaad dans son château jusqu'à l'arrivée de son fils, Dalidès, de retour d'un tournoi[12]. Les armoiries de Dalidès sont d'argent aux deux dauphins de sables lampassés de gueules[13] (armorial des Chevaliers de la Table Ronde du XVe siècle[14]cité par Michel Pastoureau[15])
2. Érec est hébergé par le vavasseur père d'Énide. Ce dernier lui prête son armure pour courir au tournoi et lui donne la main de sa fille.
3. Lancelot se voir offrir un lévrier de chasse par un vavasseur qu'il voit passer sur son palefroi puis il est lui aussi hébergé par un autre vavasseur, très aimable qui lui vient en aide et permet à ses deux fils de l'accompagner dans sa quête.
4. Yvain est accueilli à deux reprises chez deux vavasseurs[16]. Le narrateur insiste sur l'accueil qu'il y reçoit : La nuit ot, che poés savoir,tel hostel comme il dut avoir, car plus de bien et plus d’onnour trouva assés el vavassour c’on ne li ot conté ne dit. Et en la puchele revit de sens et de biauté chent tans que n’ot conté Calogrenans (vers 775-782). («La nuit il eut, soyez-en certain, un logis tel qu’il lui convenait, car il trouva beaucoup plus de bienveillance et d’honneur dans le vavasseur qu’on ne le lui avait laissé entendre. Et de même, chez la jeune fille, il vit cent fois plus de sagesse et de beauté que ne l’avait conté Calogrenant »)
5. Perceval est hébergé lors de sa quête à plusieurs reprises chez des vavasseurs (le mot vavasseur apparaît quatorze fois dans le Conte du Graal.)
6. Il n'y a que le roman Cligès où l'on ne trouve aucune évocation de vavasseur.

Selon Erich Köhler (dans L'aventure chevaleresque. Idéal et réalité dans le roman courtois), Chrétien de Troyes exalte la petite noblesse : les chevaliers les plus pauvres auraient autant de dignité que les plus riches.
Le chevalier et troubadour Bertran de Born par ailleurs vavasseur exalte lui aussi les vavasseurs autant qu'il souligne leur pauvreté, :
Rassa als rics es orgolhoza

e fai gran sen a lei de toza

que no vol Peiteus ni Toloza

ni Bretanha ni Saragoza

ans es de pretz tan enveioza

qu'als pros paubres es amoroza

pois m'a pres per chastiador

prec li que tela car s'amor

et am mais un pro vavassor

qu'un comte o duc galiador

que la tengues a dezonor.
(Rassa, envers les puissants, se montre fière,

et fait preuve du bon sens,

qui est la loi des jeunes filles

et ne veut ni Poitiers, ni Toulouse,

ni Bretagne, ni Saragosse,

mais elle estime tant la bravoure,

qu'elle est amoureuse de preux sans fortune

puisqu'elle m'a pris pour maître,

je la prie qu'elle tienne pour précieux son amour

et qu'elle aime davantage un preux vavasseur

qu'un comte ou un duc trompeur qui l'amène au déshonneur)
Dans ces vers, « Poitiers » se rapporte à Richard Cœur de Lion, comte de Poitiers, « Toulouse » au comte Raymond V de Toulouse, « Bretagne » à Geoffroy Plantagenêt et « Saragosse » au roi d'Aragon, auxquels dame Rassa (en réalité Mahaut de Turenne, « Maeuz ») a préféré Bertrand de Born.

## Vavasseurs notoires

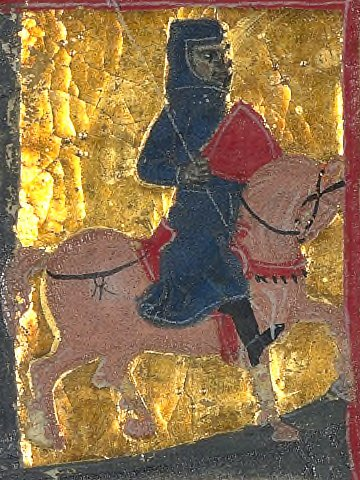
Bertran de Born, d'après un chansonnier du XIIIe siècle.

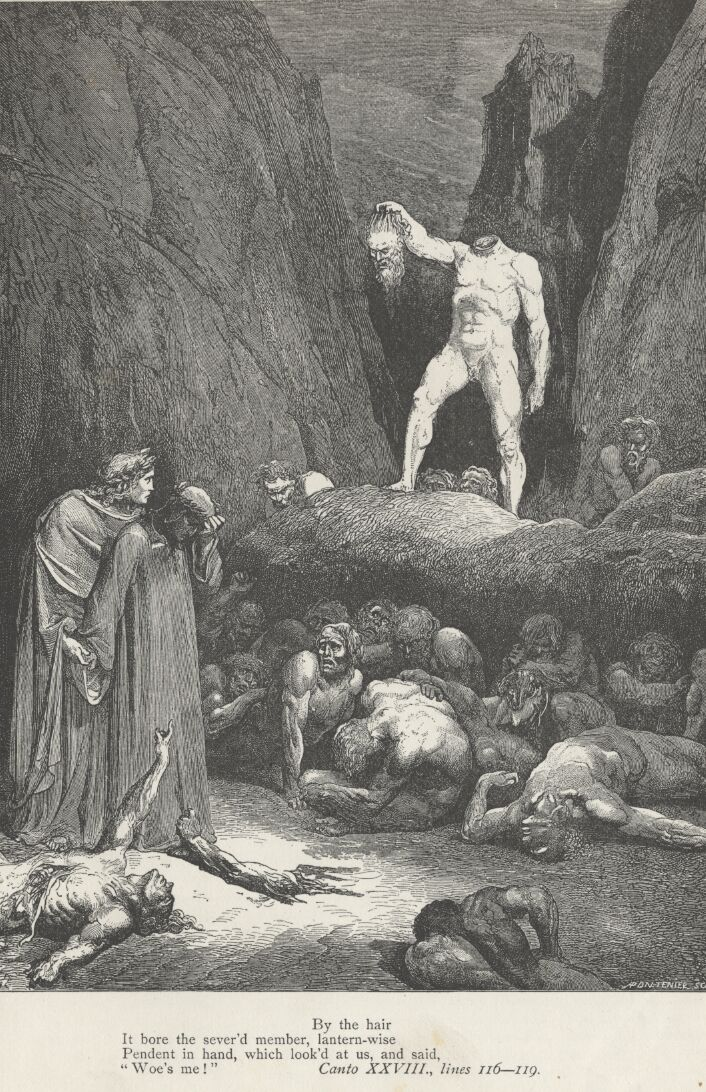
Gustave Doré, Bertran de Born vu en Enfer par Dante

- Bertran de Born : seigneur et troubadour des marches du Périgord des XIIe et XIIIe siècles ; l'indivisibilité de la vavassorie fait de lui un co-seigneur de Hautefort avec ses frères ; il s'oppose à Richard Cœur de Lion et compose des poésies satiriques. Il se retire à l'abbaye de Dalon ce qui n'empêche pas Dante au chant XXVIII de la Divine Comédie de le représenter en Enfer à cause de sa rébellion contre le roi Plantagenêt Richard Cœur de Lion :

Je vis certainement, et il me semble encore le voir, un buste sans tête aller comme allaient les autres du triste troupeau.

Avec la main il tenait, par les cheveux, la tête pendante, en façon de lanterne, et la tête nous regardait et disait : « Hélas ! »

Il se faisait de soi-même une lampe, et ils étaient deux en un, et un en deux. Comment cela se peut, le sait celui qui ainsi l’ordonne.

Quand il fut droit au pied du pont, en haut avec le bras il leva la tête, pour rapprocher de nous ses paroles, qui furent :

« Vois la peine cruelle, toi qui, vivant, vas regardant les morts ; vois s’il en est aucune aussi grande que celle-là.

Et pour que de moi tu portes nouvelle, sache que je suis Bertrand de Bornio, celui qui donna au roi Jean les encouragements mauvais.

Je rendis ennemis le père et le fils : d’Absalon et David ne fit pas plus Achitophel par ses méchantes instigations.

Pour avoir divisé des personnes si proches, je porte, malheureux, mon cerveau séparé du principe de sa vie, qui est dans ce tronc.

Ainsi en moi s’observe le talion.

Henri Heine et Ezra Pound lui ont consacré des poèmes,

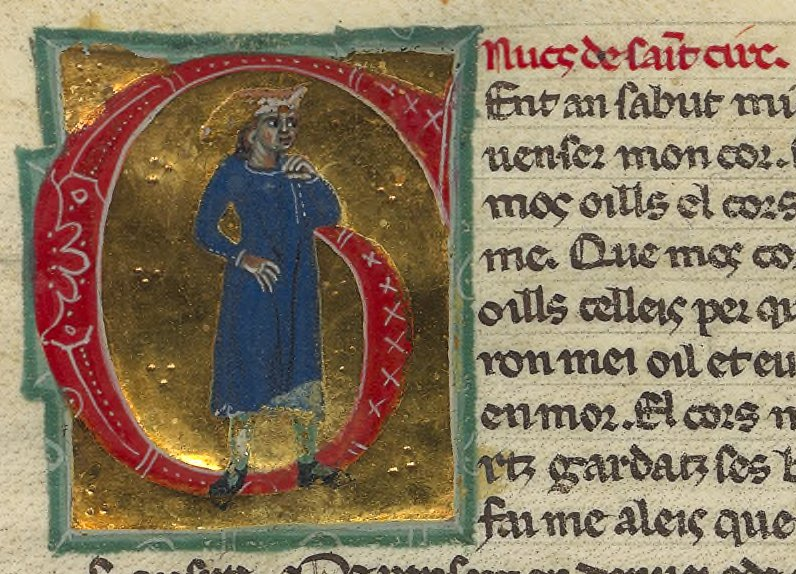
Uc de Saint Circ

- Uc de Saint Circ : troubadour du Quercy au XIIIe siècle, né à Thégra [24], son père est le vavasseur de Saint Cyr[25], aujourd'hui lieu-dit situé à 1,6 kilomètre[26] de La Pannonie [27],[28] ; une vavassorie n'étant pas divisible, les frères aînés d'Uc l'envoient à Montpellier pour devenir clerc ; c'est là qu'il apprend à rimer. Il voyage beaucoup en Poitou, Gascogne mais aussi en Espagne et en Italie;  il compose des poèmes, rédige une grammaire provençale et des biographies de troubadours et de seigneurs comme Savary de Mauléon.

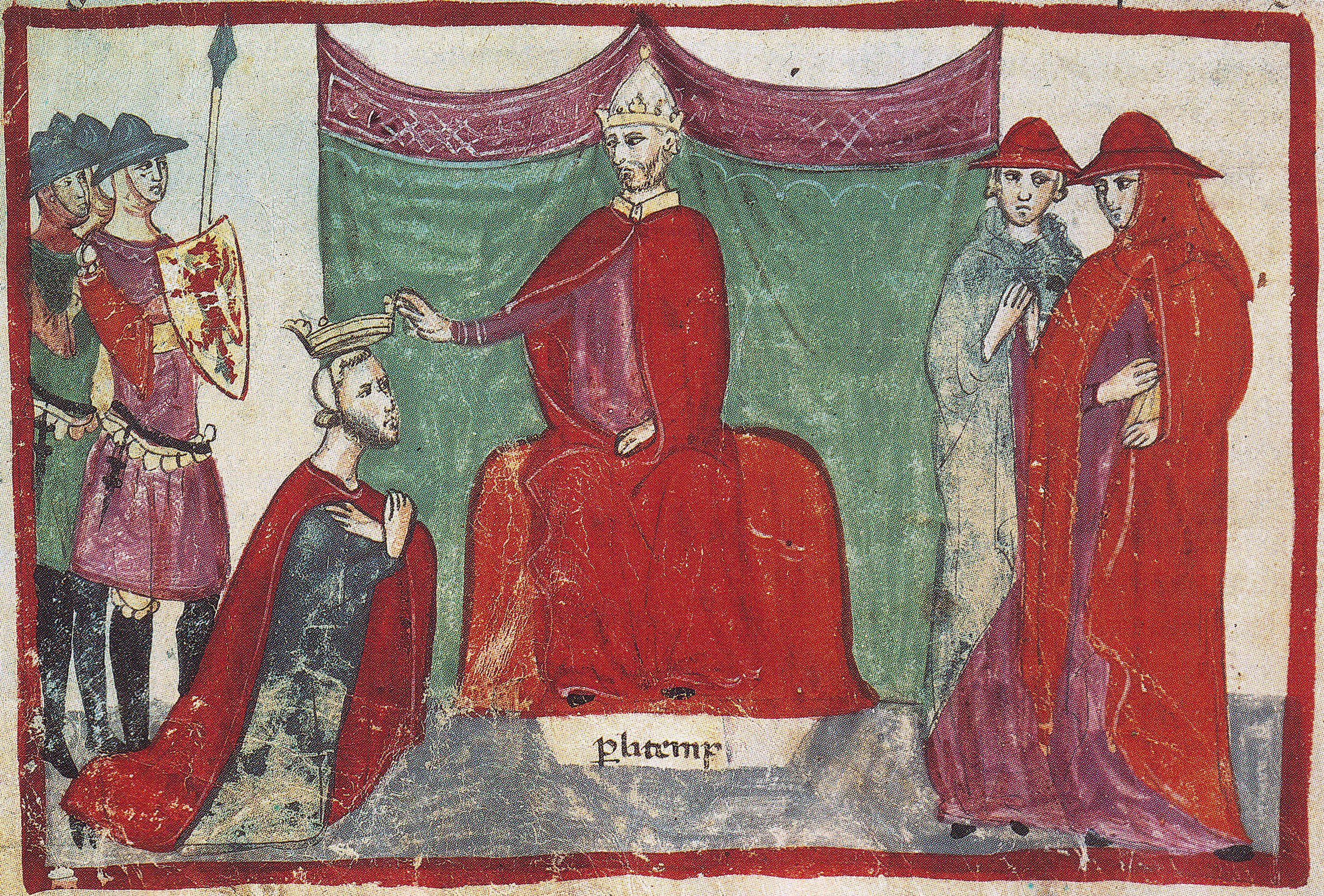
Robert Guiscard couronné duc par le pape Nicolas II

- Robert Guiscard : Robertus iste ex mediocri stirpe in Normannia ex eorum ordine quos Vavassores vulgo illi dicere solent editus : "Ce Robert était issu d'une famille modeste en Normandie, de la classe sociale qu'ils nomment couramment vavasseurs" déclare Othon de Freising dans sa Gesta Frederici imperatoris[29]. Fils aîné de Tancrède de Hauteville, il part pour l'Italie du sud chercher l'aventure et se met au service du prince de Bénévent puis pour son propre compte, conquiert une principauté; il prend la Sicile aux Musulmans et devient duc d'Apulie, de Sicile et de Calabre.